# Brent Van Moer
Brent Van Moer (ur. 12 stycznia 1998 w Beveren) – belgijski kolarz szosowy.

## Osiągnięcia
Opracowano na podstawie:

2016
- 1. miejsce w Sint-Martinusprijs Kontich
  - 1. miejsce na etapie 3a
- 3. miejsce w Keizer der Juniores

2017
- 2. miejsce w mistrzostwach Belgii U23 (jazda indywidualna na czas)

2018
- 2. miejsce w Omloop Het Nieuwsblad U23
- 2. miejsce w mistrzostwach świata U23 (jazda indywidualna na czas)
- 2. miejsce w De Kustpijl

2019
- 1. miejsce na etapie 2a Le Triptyque des Monts et Châteaux
- 1. miejsce w mistrzostwach Belgii U23 (jazda indywidualna na czas)
- 3. miejsce w Sundvolden GP

2021
- 1. miejsce na 1. etapie Critérium du Dauphiné

2023
- 3. miejsce w Grand Prix Cycliste La Marseillaise

## Rankingi
| Rok             | 2018 | 2019 | 2020  | 2021 | 2022 | 2023 | 2024 |
| --------------- | ---- | ---- | ----- | ---- | ---- | ---- | ---- |
| World Ranking   | 525. | 426. | 1283. | 589. | 946. | 213. | 363. |
| UCI Europe Tour | 627. | 338. | 982.  | 474. | 691. | -    | -    |
|                 |      |      |       |      |      |      |      |
| Źródło: UCI     |      |      |       |      |      |      |      |